# Emelina Maria Antonieta da Cunha
Emelina Maria Antonieta da Cunha (Panaji, 29 maggio 1873 – 1972) è stata una dottoressa indiana, prima donna di origine goanese a diventare medico.

## Biografia
Nata a Panaji il 29 maggio 1873 dal medico e collezionista Gerson da Cunha e da Anna De Gama, nel 1894 ottenne la laurea in Medicina e Chirurgia al Grant Medical College di Bombay vincendo vari premi universitari.
Nel 1896 fu nominata medico ispettore al Porto di Bombay durante la prima epidemia di peste.
Trasferitasi in Italia con la famiglia, il 10 novembre 1898 si iscrisse alla Scuola di Perfezionamento presso la facoltà di Medicina e chirurgia dell'Università di Firenze conseguendo nel 1899 il diploma in Batteriologia con una tesi dal titolo Sulla esistenza di microrganismi patogeni nella bocca e nel naso d’individui sani conservata presso la Biblioteca Biomedica.

## Opere di Emmeline Da Cunha
The Discovery of the Human Trypanosoma, Br Med J. 1902 Nov 29; 2(2187): 1741–1742

### Fonti archivistiche
- Archivio Storico dell'Università di Firenze, Registri carriere studenti, n. 12, pag. 59.
- Archivio Storico dell'Università di Firenze, Fascicoli studenti, filza n. 352, inserto n. 7991 (mancante). Tesi di laurea delle prime donne laureate